# 제프 베넷

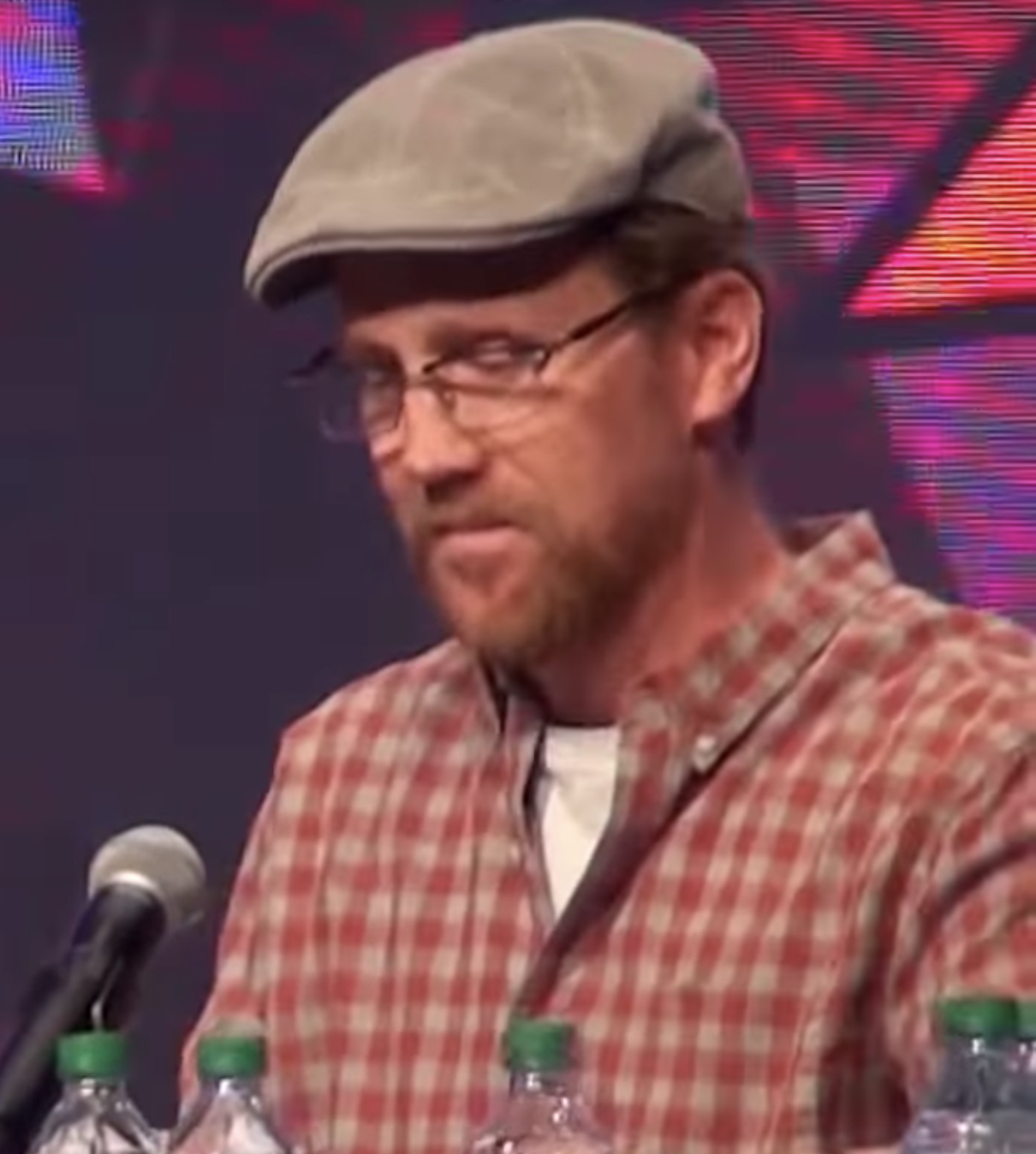

제프 베넷(Jeff Bennett)은 미국의 배우, 코미디언, 성우이다.스티치시리즈에서 햄스터빌 박사, 마다가스카의 펭귄의 코왈스키역을 맡은 것으로 유명하다.

## 출연작

### 애니메이션
- 덱스터의 실험실-덱스터의 아빠,어른 덱스터
- 덕 다저스-빅터 본 부기맨,포크웰링턴 대사
- 리플레이스먼트-콘래드 플램,윈터스
- 릴로 & 스티치 TV시리즈-햄스터빌 박사,슬릭,실험체 020
- 레귤러 쇼-파티 피트,유니콘 외
- 마다가스카의 펭귄-코왈스키,추가음성
- 마이티 덕-오렌지 공작
- 미키 마우스 워크-쉘비
- 엘 티그레-모자대왕
- 오지와 드릭스-드릭스
- 사무라이 잭-엑스트라
- 스턴트 악동,킥 버토우스키-빌리
- 피니와 퍼브-벤 백스터,말하는 얼룩말 외
- 하우스 오브 마우스-스미
- 호기심 많은 조지-노랑 모자 아저씨
- 제이크와 네버랜드 해적들-미스터스미

### 극장용 애니메이션
- 101마리 강아지 2 : 패치의 런던 대모험-제스퍼
- 리로이 & 스티치-햄스터빌 박사
- 발토 2-야크
- 벤 10:에일리언 포스-아즈무트,얼티모
- 볼트-로이드
- 브라더 베어-물고기(크레딧에 나오지 않았다)
- 디즈니 삼총사-악당들
- 미키의 크리스마스 선물-도너
- 스티치 더 무비-햄스터빌 박사
- 인어공주 3-벤자민,경비병
- 톰과 제리-톰
- TMNT-추가음성
- 팅커벨-클랭크
- 이집트 왕자 2: 요셉 이야기 - 레위

### 영화
- 마법에 걸린 사랑-핍

### 게임
- 킹덤 하츠 시리즈-스미